# Aïssata Touré Kane
Pour les articles homonymes, voir Touré.
Aïssata Kane Touré, née le 18 août 1938 à Dar El Barka et morte le 10 août 2019 à Nouakchott, est une femme politique mauritanienne, ancienne ministre et militante des droits des femmes.

## Biographie
Aïssata Kane est née le 18 août 1938, à Dar El Barka dans la région du Brakna en Mauritanie. Elle effectue sa scolarité primaire et secondaire à Saint-Louis, à l’époque capitale du Sénégal et de la Mauritanie. Elle est la fille de Mame Ndiack Elimane Abou Kane, chef de canton de 1923 à 1976, qui lui fait poursuivre des études,. 
Après des études au Sénégal, elle se marie à Moctar Touré, un fonctionnaire de la France (avant l’indépendance) affecté à Bruxelles auprès de l’administration du marché commun, née avec le traité de Rome de 1957. Elle effectue une année de sociologie à l’Université libre de Bruxelles. Le couple rentre à Nouakchott après la proclamation de l’indépendance en novembre 1960. Elle y enseigne le français,. En 1961, elle fonde avec quelques femmes l'Union nationale des femmes de Mauritanie. Elle adhère au Parti du peuple mauritanien (PPM), à l'époque parti unique. Elle y est membre du Conseil supérieur des Jeunes puis membre du Conseil supérieur des Femmes permanentes de l’institution puis présidente de ce même conseil de 1971 à 1978, militant pour l'éducation des femmes et leur accès à l'activité économique. Elle est également fondatrice et directrice de publication d'une revue, Mariemou, consacrée à l'émancipation de la femme mauritanienne,.
En 1975, elle est nommée ministre de la Protection de la famille et des Affaires sociales. C'est la première femme ministre en Mauritanie. Elle conditionne l'attribution d'allocations familiales à la présentation de certificats de scolarité, notamment pour les filles. Elle lutte également contre le gavage des toutes jeunes filles pour les marier précocement aux hommes beaucoup plus âgés. Le gavage, une pratique violente, est ancrée dans les habitudes chez les maures, l'obésité étant, dans ces tribus, un canon de beauté et la maigreur chez la femme un signe de misère de sa famille. Le gavage est donc censé faciliter un mariage précoce,,. Mais par ailleurs, le gouvernement auquel elle appartient est fragilisé par des déboires dans un conflit armé opposant la Mauritanie au Front Polisario. Ce gouvernement est renversé, le 10 juillet 1978 (jour de passage du baccalauréat), par une junte militaire dirigée par le colonel Moustapha Ould Mohamed Saleck. Elle quitte son poste, et se tient dès lors à l'écart du pouvoir mauritanien.
Elle devient consultante auprès d'organisations liées aux Nations unies et présidente de différents organismes : l'Union internationale des organismes familiaux puis l'Organisation panafricaine de la famille, puis l'Association internationale des femmes francophones. Elle préside également une association écologique pour la protection de l'environnement en Mauritanie. Elle prend ensuite sa retraite,.
Elle meurt le 10 août 2019 à Nouakchott dans les services du Centre national de cardiologie de Nouakchott.

#### Ouvrage
- Khédidja Attou, « Touré Kane, Aissata [Nouakchott 1938] », dans Béatrice Didier, Antoinette Fouque et Mireille Calle-Gruber (dir.), Le dictionnaire universel des créatrices, Éditions des femmes, 2013 (lire en ligne), p. 4362.

#### Articles de presse
- Les élites africaines, Édiafric, 1972 (lire en ligne), p. 390.
- Reuter, « Important remaniement ministériel », Le Monde,‎ 26 août 1975 (lire en ligne).
- Fadwa Miadi, « Emancipation au quotidien », Jeune Afrique,‎ 14 juin 2005 (lire en ligne).
- Bios, « Des femmes et des quotas », Jeune Afrique,‎ 19 novembre 2006 (lire en ligne).
- « Interview de Aïssata Kane : « J’aurai fait voter une loi instituant le quota » à l’éducation nationale au gouvernement », Cridem,‎ 19 août 2013 (lire en ligne).
- Mohamed Said Hamody, « Ne les oublions pas : Mame N’Diack Kane et la tradition du rassembleur », Adrar Info,‎ 18 juin 2016 (lire en ligne).
- Rédaction, « Décès de la première femme ministre en Mauritanie à l'âge de 80 ans », Atlas Info,‎ 10 août 2019 (lire en ligne, consulté le 10 août 2019)
- Diarry Ndiaye, « Mauritanie : Aissata kane tire sa révérence », Sénalioune,‎ 10 août 2019 (lire en ligne, consulté le 10 août 2019)

Le contexte.
- Jacques Hureiki, Les médecines touarègues traditionnelles : approche ethnologique, Éditions Karthala, 1999 (lire en ligne)
- Habibou Bangré, « Mange pour plaire aux hommes ! », Afrik,‎ octobre 2004 (lire en ligne).